# CF 벨레넨스스
클르부 드 푸트볼 우스 벨레넨스스(Clube de Futebol Os "Belenenses") 또는 간단히 벨레넨스스(Belenenses, IPA: [bɨlɨˈnẽsɨʃ])는 포르투갈의 수도 리스본의 벨렝을 연고지로 하는 축구 클럽이다.
클럽의 주요 스포츠 종목은 축구를 포함하여 핸드볼, 농구, 풋살, 육상, 럭비 유니언이 있다. 클럽은 모든 종목에서 우승을 했었지만, 초창기 종목인 축구로 가장 잘 알려져 있다. 벨레넨스스는 1945-46시즌에 포르투갈 리그를 우승하였는데, 이는 빅 3(포르투, 스포르팅, 벤피카)를 제외하곤 보아비스타 FC와 함께 유일한 우승기록이다.
포르투갈 리가가 시작되었을 때에는 벨레넨스스는 포르투갈의 "빅4" 가운데 하나였다. UEFA컵에 진출한 최초의 포르투갈 클럽이기도 하다. 벨레넨스스는 포르투갈 내에서 빅3 다음가는 인기있는 클럽이다. 그러나 2008-09시즌엔 15위로 마감하며 다음시즌인 2009-10시즌부터는 2부리그에서 활동하게 되었다. 2012-13시즌 2부리그인 세군다리가에서 우승하면서 2013-14시즌에 다시 프리메이라리가로 복귀하였다.

## 역대 성적
- 프리메이라리가

우승 (1회) : 1945-46
준우승 (3회) : 1936-37, 1954-55, 1972-73
- 포르투갈 챔피언 (프리메이라리가가 시작되기 전의 리그 우승 팀)

우승 (3회) : 1926-27, 1928-29, 1932-33
준우승 (3회) : 1925-26, 1931-32, 1935-36
- 포르투갈 컵

우승 (3회) : 1941-42, 1959-60, 1988-89
준우승 (5회) : 1939-40, 1940-41, 1947-48, 1985-86, 2006-07
- UEFA 컵 위너스컵 (1회 진출 - 1989-90 1회전)
- UEFA컵 (5회 진출 - 1973-74, 1976-77, 1987-88, 1988-89, 2007-08)
- 인터시티스 페어스컵 (4회 진출 - 1961-62, 1962-63, 1963-64, 1964-65)
- UEFA 인터토토컵 (1회 진출 - 2002)

## 선수 명단

### 현역
참고: FIFA 자격 규정에 따라 소속된 국가대표팀 국기를 표시합니다. 선수는 복수의 FIFA 비회원국 국적을 가지고 있을 수 있습니다.
| 번호 | 포지션 | 국적       | 이름            |
| ---- | ------ | ---------- | --------------- |
| 16   | DF     | 카보베르데 | 호마리우 카발로 |
| 19   | FW     | 콜롬비아   | 카밀로 트리아나 |
| 29   | FW     | 카메룬     | 에캉가          |

| 번호 | 포지션 | 국적 | 이름        |
| ---- | ------ | ---- | ----------- |
| 70   | FW     | 가나 | 바바 자카리 |
| -    | DF     |      | 가비 파소스 |

## 역대 감독
| 감독                | 임기        |
| ------------------- | ----------- |
| 알레한드로 스코페지 | 1939 ~ 1941 |
| 알레한드로 스코페지 | 1947 ~ 1948 |
| 페르난도 리에라     | 1954 ~ 1957 |
| 알레한드로 스코페지 | 1972 ~ 1974 |
| 아르투르 조르즈     | 1981        |
| 넬루 빙가다         | 1981 ~ 1982 |